# Bernardo Falcone

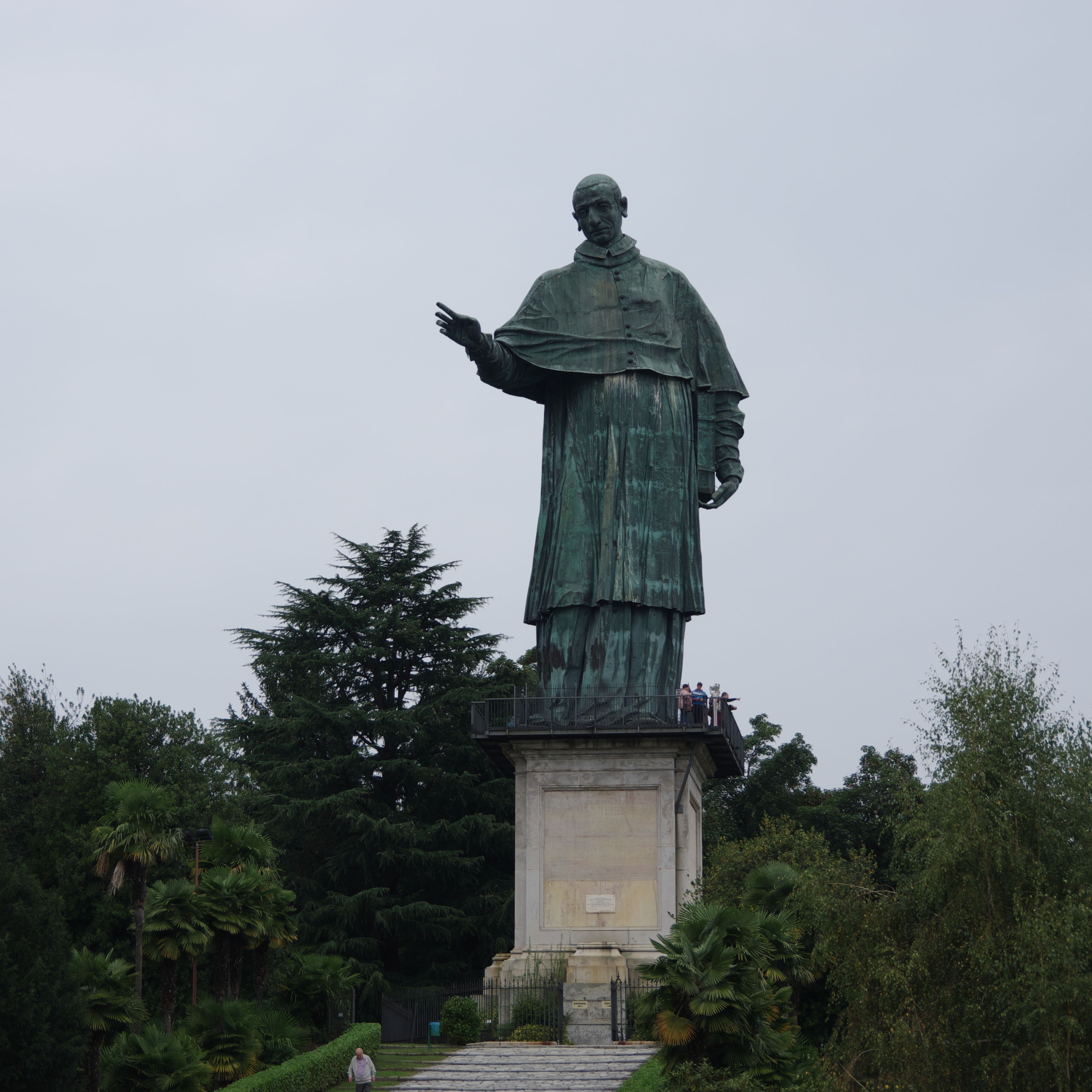
Bernardo Falcone: Statue des hl. Karl Borromäus. Arona (Piemont)

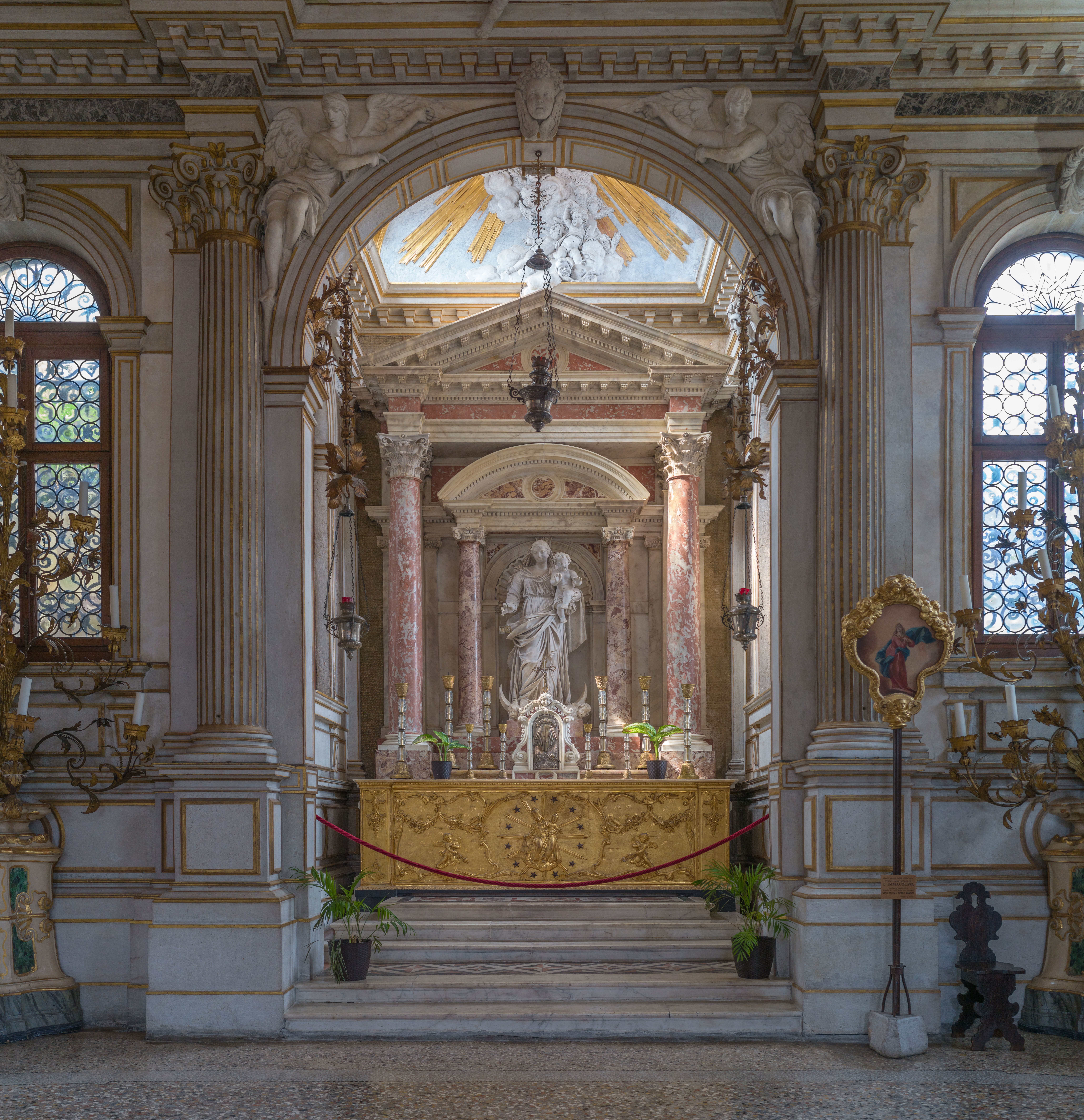
Bernardo Falcone: Statue Madonna mit Kind. Scuola Grande dei Carmini, Venedig (1659.)

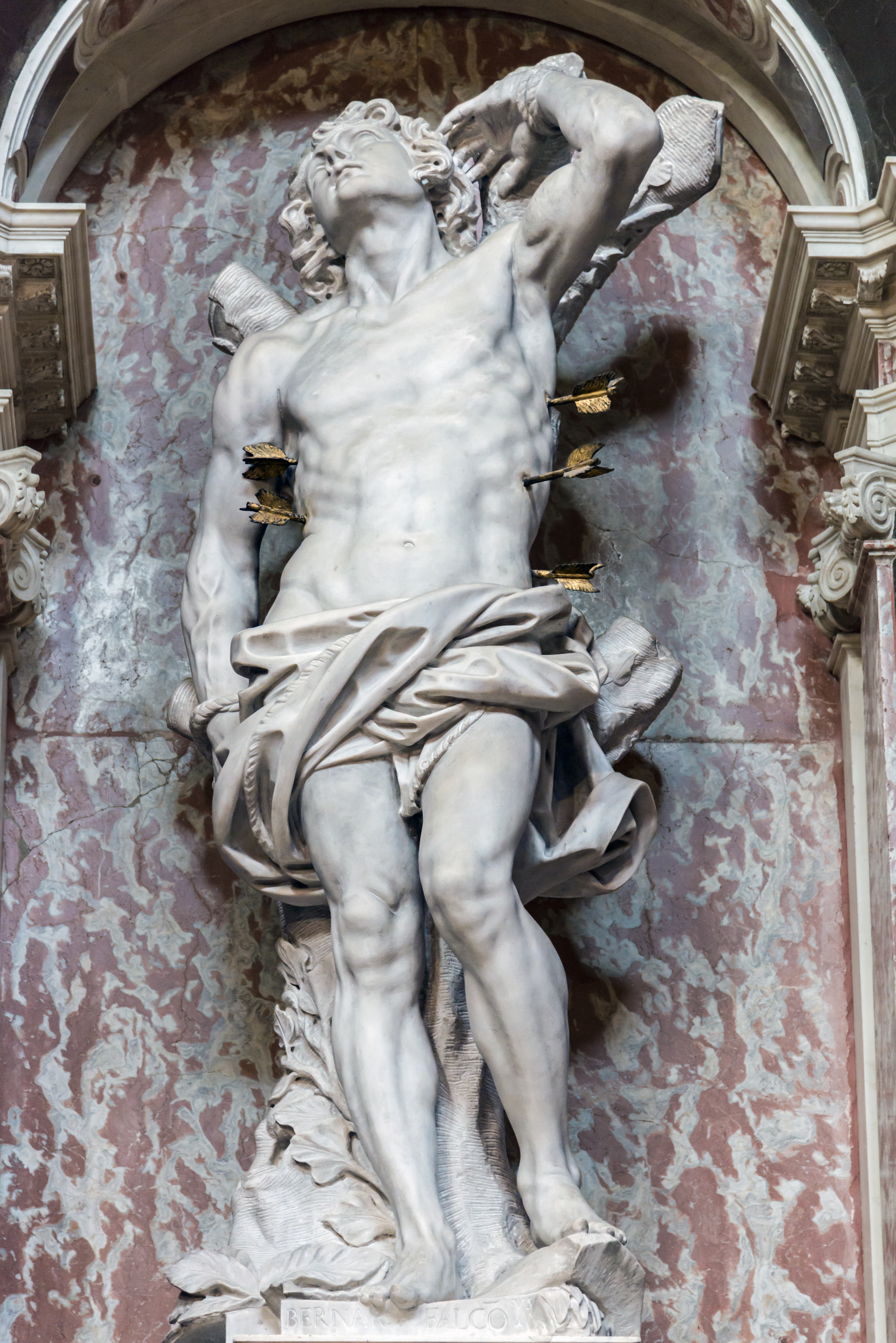
Bernardo Falcone: Statue des Heiliger Sebastian. Kirche Santa Maria degli Scalzi, Venedig (1669)

Bernardo Falcone (* um 1620 in Bissone; † um 1696 ebenda) war ein italienisch-schweizerischer Bildhauer des Frühbarocks.

## Leben
Bernardo Falcone wurde als Sohn des Domenico Falcone aus Rovio und Lucia Grighi aus Venedig geboren. Zeitweise war er in Bissone wohnhaft, wie ein Inventar seiner Güter von 1676 und 1677 bezeugt. Er arbeitete als Bildhauer besonders in Venedig und hat zahlreiche Statuen an und in den Kirchen und Scuole von Venedig hinterlassen: Scuola Grande dei Carmini, Statue des heiligen Theodor und vier Engeln (21. März 1657–20. Februar 1658) an der Fassadenbekrönung der Scuola Grande di San Teodoro, San Zanipolo, Scalzi, Frarikirche und in Parma (Sankt Johannes Evangelist).
Im Jahr 1682 arbeitete er an vier Statuen für die Kirche Santa Giustina in Padua und 1694 an der Kolossalstatue von Sankt Karl Borromäus in Arona. Ihm werden auch verschiedene Arbeiten in den Kirchen von Rovigo zugeschrieben.